# Hvalsey
Hvalsey (Groenlands: Qaqortukukooq) is een verlaten nederzetting van de Noormannen in het zuidwesten van Groenland. De plaats bevindt zich ten noordoosten van het huidige Qaqortoq en behoorde historisch tot de zogenaamde Oostelijke Nederzetting.
Hvalsey werd in de 10e eeuw gesticht door Þorkell Farserkur, een oom van Erik de Rode. De nederzetting bestond uit een stenen kerk met veertien huizen en twee grote hallen.
Op 16 september 1408 trouwden Þorsteinn Ólafsson en Sigríður Björnsdóttir in de kerk, de laatste gebeurtenis met betrekking tot Groenland die staat beschreven in de IJslandse Annalen, het Flateyjarbók. In de periode daarna is Hvalsey verlaten. Waarschijnlijk gebeurde dit omdat het kouder werd op Groenland waardoor onder meer veeteelt onmogelijk werd.